# 成桓公
成桓公（?—?），春秋时期成国诸侯，姬姓，名字不详，子爵。鲁定公八年（前502年）秋，晋国范献子士鞅会盟成桓公，入侵郑国，围攻虫牢，报伊阙之战的仇。之後又入侵卫国。
| 前任： 成简公 | 成国国君 — | 繼任： — |